# Germany’s Next Topmodel/Staffel 9

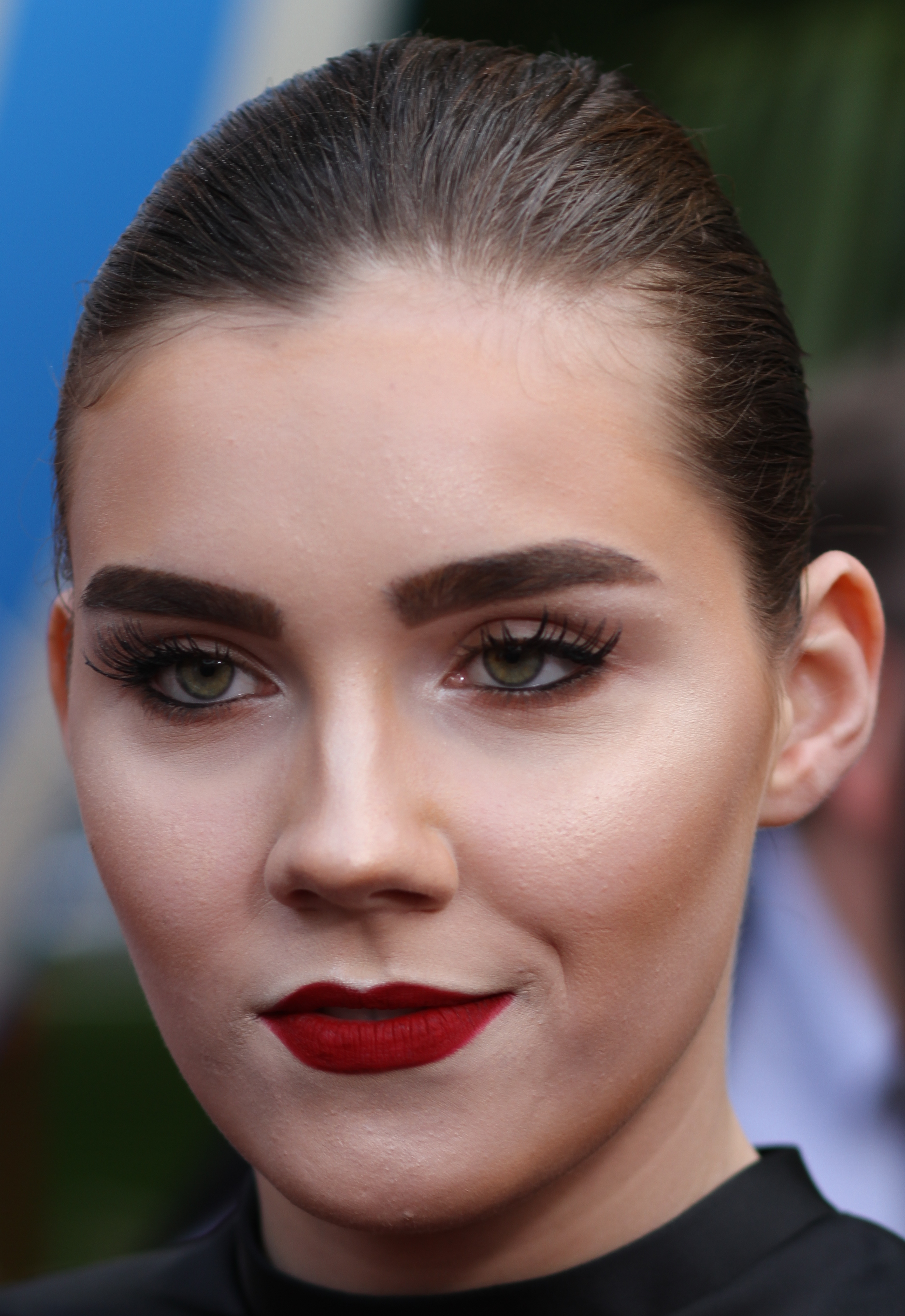
Nathalie Volk, Platz 4, 2017

Die neunte Staffel der deutschen Castingshow Germany’s Next Topmodel wurde zwischen dem 6. Februar und dem 8. Mai 2014 auf dem Privatsender ProSieben ausgestrahlt. Als Siegerin wurde Stefanie Giesinger gekürt, Zweite wurde Jolina Fust vor Ivana Teklic.

## Übersicht
Die Dreharbeiten begannen am 23. Oktober 2013 mit dem Designer Wolfgang Joop als Neujuror unter dem Motto „Show Yourself“, die Ausstrahlung am 6. Februar 2014. Titelsong wurde mit It Should Be Easy erneut ein Duett von Britney Spears und will.i.am. Kandidatinnen mit dem Mindestalter von 16 Jahren und der Mindestgröße von 176 cm konnten sich online und bei Castings in zehn deutschen Städten bewerben. Aus über 15.000 Aspirantinnen wurden 70 vor die Jury ins Berliner Tempodrom geladen. Zwei davon wurden von Heidi Klum abgelehnt, weil sie zu dünn waren. Ein Teil der Kandidatinnen erhielt einen oder zwei pinkfarbene High Heels, was das Weiterkommen in die nächste Runde oder das erneute Vortreten vor die Jury als „Wackelkandidatin“ bedeutete. 25 letztlich Auserwählte durften eine Reise nach Singapur antreten, zwei von ihnen mussten nach Fotoaufnahmen am Ende der ersten Folge ausscheiden.
Die zweite Folge spielte zum Teil in Singapur und teilweise in Kalifornien. Vier Kandidatinnen verließen außerhalb der Ausscheidungsrunde die Show, ohne dass dies in der Sendung Erwähnung fand. Einen weiteren Ausstieg verhinderte Klum in der vierten Folge, als sie für eine Kandidatin, die zu ihrem Kind zurückkehren wollte, Kind und Freund einfliegen ließ. In der elften Episode verkündete eine der beiden Wackelkandidatinnen, die nach dem Catwalk am Ende der Folge erneut vor die Jury treten mussten, vor deren Entscheidungsbekanntgabe ihre freiwillige Aufgabe. Die Jury hatte sich indes bereits festgelegt, die andere Kandidatin ausscheiden zu lassen. Eine weitere Kandidatin konnte an Dreharbeiten zu drei Episoden wegen eines abgelaufenen Visums nicht teilnehmen.

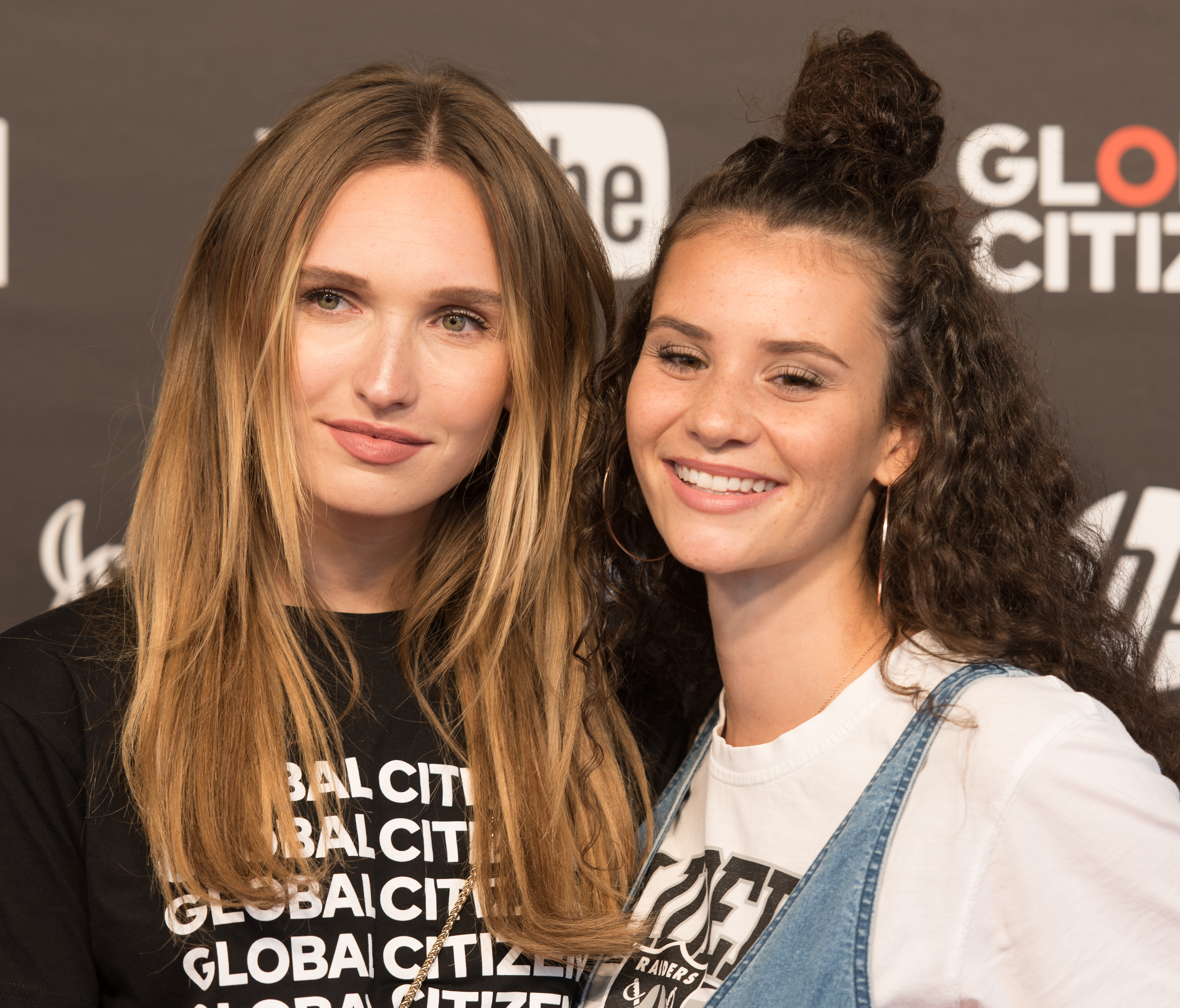
Anna Wilken, Platz 10, (links) und Betty Taube, Platz 4, 2017

Das Finale fand am 8. Mai 2014 erneut in der Kölner Lanxess Arena statt. Showacts waren Rita Ora und Ed Sheeran. Es gewann Stefanie Giesinger, die in der ersten Folge nur als Wackelkandidatin in die Top 25 gelangt war.
Die drittplatzierte Ivana Teklic und die viertplatzierten Aminata Sanogo und Nathalie Volk wechselten 2014 vorzeitig von OneEins zu anderen Agenturen. Im Januar 2016 belegte Nathalie Volk in der RTL-Show Ich bin ein Star – Holt mich hier raus! den siebten Platz und erhielt im Anschluss beim Fernsehsender Hamburg 1 kurzzeitig eine eigene monatliche Sendung. Betty Taube war im August 2014 zum ersten Mal Protagonistin des Formats Betty goes … des ProSieben-Magazins taff, als sie die Zuschauer in fünf Folgen von Betty goes Tokyo durch die japanische Hauptstadt führte. Danach wurden bis 2017 sechs weitere Städte- und Ländertouren mit ihr in Wochenserien ausgestrahlt. Die freiwillig ausgestiegene Anna Wilken arbeitet seit 2016 als Haute-Couture-Model.

## Teilnehmerinnen
| Finalistinnen der 9. Staffel *                            | Finalistinnen der 9. Staffel * | Finalistinnen der 9. Staffel * | Finalistinnen der 9. Staffel * | Finalistinnen der 9. Staffel *                   |
| Teilnehmerin                                              | Platz                          | Alter                          | Wohnort                        | Beruf                                            |
| --------------------------------------------------------- | ------------------------------ | ------------------------------ | ------------------------------ | ------------------------------------------------ |
| Stefanie Giesinger                                        | 1                              | 17                             | Kaiserslautern                 | Schülerin                                        |
| Jolina Fust                                               | 2                              | 17                             | Hamburg                        | Schülerin                                        |
| Ivana Teklic                                              | 3                              | 18                             | Bad Homburg vor der Höhe       | Schülerin                                        |
| Endrundenteilnehmerinnen der 9. Staffel *                 |                                |                                |                                |                                                  |
| Teilnehmerin                                              | Platz                          | Alter                          | Wohnort                        | Beruf                                            |
| Betty Taube                                               | 4                              | 18                             | Trebbin-Lüdersdorf             | Abiturientin                                     |
| Aminata Sanogo                                            | 4                              | 18                             | Bergisch Gladbach              | Schülerin                                        |
| Nathalie Volk                                             | 4                              | 16                             | Soltau                         | Schülerin                                        |
| Karlin Ivana Obiango                                      | 7                              | 17                             | Lindenfels                     | Schülerin                                        |
| Nancy Nagel                                               | 7                              | 21                             | Schneeberg                     | Hausfrau                                         |
| Samantha Brock                                            | 9                              | 17                             | Berlin                         | Schülerin                                        |
| Anna Wilken**                                             | 10                             | 17                             | Wittmund                       | Schülerin                                        |
| Sarah Weinfurter                                          | 11                             | 16                             | Kassel                         | Schülerin                                        |
| Lisa Gelbrich                                             | 12                             | 17                             | Ilfeld-Wiegersdorf             | Auszubildende (Kosmetikerin)                     |
| Sainabou Sosseh                                           | 13                             | 16                             | Bremen-Gröpelingen             | Schülerin                                        |
| Jana Heinisch                                             | 14                             | 19                             | Bremen-Blumenthal              | Studentin (Lehramt Grundschule)                  |
| Simona Hartl                                              | 14                             | 17                             | Roding                         | Schülerin                                        |
| Antonia Balzer                                            | 16                             | 16                             | Hoppegarten                    | Schülerin                                        |
| Emma Kahlert                                              | 17                             | 16                             | Heidelberg                     | Schulabsolventin                                 |
| Laura Kristen                                             | 18                             | 18                             | Schauenstein                   | Studentin (Psychologie)                          |
| Franziska Wimmer                                          | 19                             | 17                             | Neumarkt-Sankt Veit            | Schülerin                                        |
| Pauline Cottin**                                          | 20                             | 18                             | Trier                          | Studentin (International Business Französisch)   |
| Laura Haas**                                              | 20                             | 19                             | München                        | Schaustellerin                                   |
| Ina Bartak**                                              | 20                             | 21                             | München                        | Studentin (Medien- und Kommunikationsmanagement) |
| Fata Hasanović***                                         | 20                             | 18                             | Berlin                         | Schulabsolventin                                 |
| Lisa Seibert                                              | 24                             | 18                             | Wiesbaden                      | Schülerin                                        |
| Jill Schmitz                                              | 24                             | 22                             | Petingen                       | Bankangestellte                                  |
| * Stand der Angaben zu den Teilnehmerinnen: Staffelbeginn |                                |                                |                                |                                                  |
| ** Freiwillig ausgestiegen                                |                                |                                |                                |                                                  |
| *** Kein US-Visum erhalten                                |                                |                                |                                |                                                  |

## Einschaltquoten
| Folgen | Zeitraum                 | Sendeplatz            | Zuschauer        | Zuschauer     | Marktanteil      | Marktanteil   | Quelle |
| Folgen | Zeitraum                 | Sendeplatz            | Durchschnittlich | 14 – 49 Jahre | Durchschnittlich | 14 – 49 Jahre | Quelle |
| ------ | ------------------------ | --------------------- | ---------------- | ------------- | ---------------- | ------------- | ------ |
| 15     | 6. Februar – 8. Mai 2014 | Donnerstag, 20:15 Uhr | 2,66 Mio.        | 1,80 Mio.     | 8,7 %            | 15,6 %        | [ 11 ] |